# Koeboets en sjoeroek
Koeboets (Hebreeuws: קֻבּוּץ; voorheen קִבּוּץ kibboets) en sjoeroek (Hebreeuws: שׁוּרוּק) zijn twee diakritische tekens (nikoed) die, voornamelijk in religieuze teksten, gebruikt worden om klinkers weer te geven. Hiervoor worden beide tekens gebruiken om de oe-klank /u/ zoals deze in goed aan te duiden. Een andere, Asjkenazische manier van naamgeving geeft de naam sjoeroek aan koeboets en noemt sjoeroek 'melopoem' (מְלָאפּוּם).
Koeboets wordt voorgesteld met drie diagonale stippen onder een letter, sjoeroek is een stip links in het midden naast de letter waw.

## Benaming
In oudere grammaticaboeken wordt koeboets 'kibboets poem' genoemd. (Hebreeuws: קִבּוּץ פּוּם "contractie" of "compressie van de mond"). Dit werd vervolgens verkort tot kibboets, echter werden later de namen van alle diakritische tekens veranderd, zodoende ze in hun eerste lettergreep de klank bevatten die ze voorstellen. Zo bekomt men koeboets, hoewel nu en dan kibboets nog steeds gebruikt wordt, onder andere door de Academie voor de Hebreeuwse Taal.
Sjoeroek werd vroeger ook wel sjoerek (Hebreeuws: שׁוּרֶק) genoemd, maar deze naam wordt vandaag nog amper gebruikt.

## Gebruik

### Sjoeroek
Sjoeroek wordt gebruikt voor de oe-klank /u/ in de laatste lettergreep van een woord en in open lettergrepen (eindigen op een klinker) in het midden van een woord. In uitheemse woorden en namen wordt de sjoeroek steeds geschreven als ze niet aangepast werden aan de bestaande klinkerpatronen in het Hebreeuws (misjkal)

### Koeboets
Koeboets gebruikt men enkel in van oorsprong Hebreeuwse woorden en uitheemse woorden die aangepast werden aan de bestaande Hebreeuwse klinkerpatronen (misjkal). Hij komt voor in gesloten lettergrepen die niet voorkomen op het einde van een woord (eindigen op een medeklinker met een sjwa nach of met dagesj chazak).